# Idea batjanensis
Idea batjanensis är en fjärilsart som beskrevs av Voll. Idea batjanensis ingår i släktet Idea och familjen praktfjärilar. Inga underarter finns listade i Catalogue of Life.